# Cambarellus patzcuarensis
Espèce
Statut de conservation UICN

 EN  : En danger
Cambarellus patzcuarensis, parfois appelée Écrevisse naine du Mexique ou Écrevisse à deux bandes, est une espèce d'écrevisses naines de la famille des Cambaridae. Elle est originaire du Mexique.
Il en existe une mutation de couleur orange, Cambarellus patzcuarensis var. "Orange", CPO, très appréciée en aquariophilie. C'est l'une des rares espèces de son genre de cette couleur.

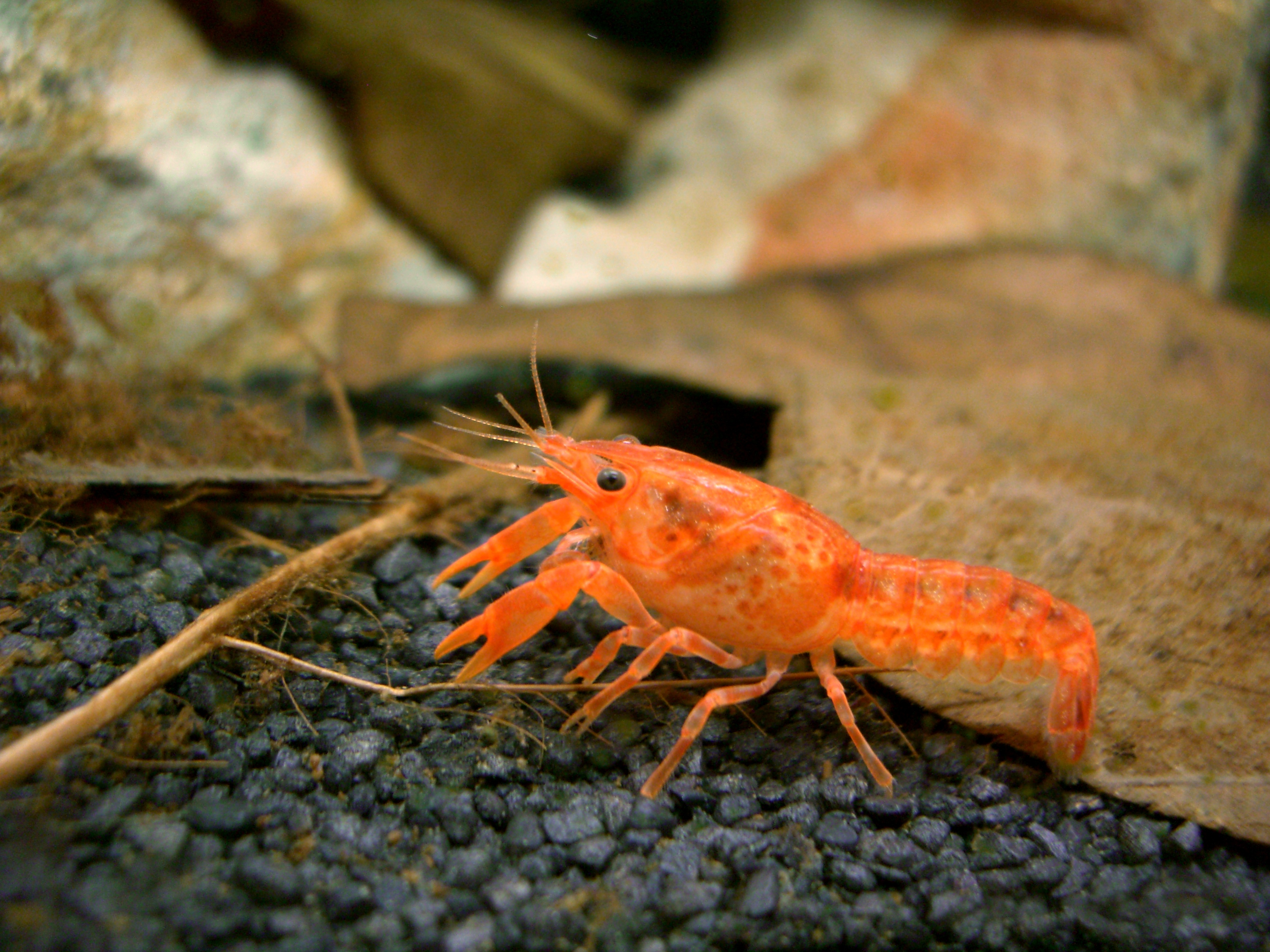
Cambarellus patzcuarensis var. Orange.

## Distribution
Cette espèce porte le nom du lac Pátzcuaro, à 2 035 mètres d'altitude, dans l'État mexicain de Michoacán. En plus du lac Pátzcuaro, elle est également présente dans les sources de Chapultepec, Opopeo et Tzurumutaro.

## Description
Les écrevisses vivent dans la végétation et sont très actives la journée car toujours à la recherche de nourriture.
Cambarellus patzcuarensis est une écrevisse naine d'eau douce de 4 à 5 cm de long, y compris les pinces.
Comme tous les crustacés, son corps est protégé par un exosquelette (cuticule tégumentaire chitineuse sécrétée par l'épiderme sous-jacent) et composé de trois parties : 
1. la tête ou céphalon, formée de 6 segments soudés, elle porte sur les trois premiers segments deux yeux mobiles et pédonculés, une paire d’antennules et une paire d’antennes. Les 3 segments suivants portent respectivement les mandibules, maxillules et maxilles ;
2. le thorax (ou péréion) est fait de 8 segments soudés entre eux et avec la tête), les trois premiers segments portent 3 paires de pattes dites pattes-mâchoires alors que les pattes des 5 segments suivants servent à la marche (pattes marcheuses, qui expliquent le classement des écrevisses dans l'ordre des décapodes, mot latin qui signifie « à dix pattes »). Les 3 premières paires de pattes se terminent par une pince, alors que les deux autres se terminent par un simple crochet (ou griffe).
3. l’abdomen ou pléon formé de 6 segments porteurs d'appendices "bi ramés" dits pléopodes dont le dernier (segment VI) forme une palette natatoire constituant avec l’extrémité du segment VI (ou telson)[pas clair], la queue de l'animal. L'anus est situé sous le telson, sur la face ventrale de l'écrevisse.

La plupart des spécimens sont bruns, parfois avec une teinte grise ou bleue. Cambarellus patzcuarensis var. "Orange" est une mutation de couleur orange souvent détenue dans les aquariums, mais rare dans la nature.